# La Pestilencia
La Pestilencia est un groupe de punk hardcore colombien, originaire de Bogotá. Il est formé en 1986 par Héctor Buitrago et Dilson Díaz, seul membre permanent depuis la formation du groupe. Le groupe est reconnu comme le premier du genre punk rock en Colombie, et pour les paroles de Díaz qui critiquent l'injustice sociale, les violences durant la guerre civile colombienne, la corruption politique, l'influence des gouvernements étrangers, et l'écologie.

## Biographie
Les origines de La Pestilencia sont retracées à 1986, à une période durant laquelle Héctor Buitrago était DJ sur une chaine de radio de Bogotá, jouant des morceaux de punk qu'un proche lui a ramené du Royaume-Uni. Dilson Díaz, fan de l'émission originaire de Medellín, entre en contact avec Buitrago pour le rencontrer à Bogotá et lui montrer les vinyles du genre qu'il possédait, menant ainsi l'idée de former un groupe ensemble. Le duo recrute le guitariste Francisco Nieto et le batteur Jorge León Piñeda, et commencent à répéter dans la maison de la mère de Buitrago, située dans le barrio de Restrepo.
Leurs premiers concerts comprennent des reprises de groupes de rock en espagnol et portugais, mais développent finalement un premier album studio de morceaux originaux, La muerte... un compromiso de todos (1989),. Les membres s'impliquent significativement dans la drogue et la violence, mais leurs fans causent souvent des dégâts pendant leurs concerts, forçant le groupe à payer les réparations ; ces événements, ajoutés au fait que leur premier album ai passé inaperçu, mène à la séparation du groupe. Buitrago formera Aterciopelados avec Andrea Echeverri, et le guitariste Nieto formera Neurosis puis La Derecha, des groupes de rock à succès en Colombie. León quitte La Pestilencia après l'enregistrement du deuxième album et se joint à Aterciopelados pendant quelque temps, avant de former ses propres groupes, Excalibur et Estrato Social.
Díaz revient à Medellín et décide de continuer La Pestilencia et de recruter de nouveaux membres. La nouvelle formation de La Pestilencia enregistre deux albums dans les années 1990, Las Nuevas aventuras de La Pestilencia (1993) et La Amarillista (1997). À cette période, Díaz est aussi membre d'un second groupe, Masacre, auquel il joue de la basse. Pendant la sortie de leur deuxième album, La Pestilencia devient un groupe localement populaire, jouant au festival Rock al parque, le plus grand festival de heavy metal et rock du pays. Le groupe termine la décennie devant 100 000 spectateurs en soutien à Metallica au parc Simón Bolívar de Bogotá, en mai 1999.
Avec trois albums publiés par des labels colombiens indépendants, La Pestilencia signe avec la major, Mercury Records, en 2000, Díaz sentant qu'il était important de répandre le message du groupe en dehors de la Colombie vers d'autres pays hispanophones. Le groupe se délocalise à Los Angeles, où il enregistre son quatrième album, Balística (2001). Après une nouvelle migration, vers EMI Records, Productos Desaparecidos (2005) voit le groupe incorporer des synthétiseurs et autres instruments dans leur son, et l'album est nommé pour le Latin Grammy Award du Best Recording Package et est certifié disque d'or dans son pays, le tout premier reçu par un groupe de punk ou hard rock en Colombie. En 2011, le groupe publie son sixième album, Paranormal, et son septième album, País de titulares en 2018.

## Membres

### Membres actuels
- Dilson Díaz - chant
- Carlos A. Marín - guitare
- Isabel Valencia - basse
- Marcelo Gómez - batterie

### Anciens membres
- Héctor Buitrago - basse
- Francisco Nieto - guitare
- Jorge León Pineda - batterie
- Carlos Escobar (Gambe) - guitare
- Juan Carlos Gómez - bass
- Andrés Felipe Erazo - claviers
- Javier Valencia - VJ
- César Botero - basse

## Discographie
- 1989 : La Muerte...un compromiso de todos (Mort-Discos)
- 1993 : Las Nuevas aventuras (Morbida Producciones-Beatles Abbey Road)
- 1997 : El Amarillista (Lorito Records-Hit Musical)
- 2001 : Balística (Mercury, Universal)
- 2005 : Productos desaparecidos (EMI)
- 2011 : Paranormal (EMI)
- 2018 : País de titulares